# Shirley (Indiana)
Shirley és una població dels Estats Units a l'estat d'Indiana. Segons el cens del 2000 tenia 806 habitants.

## Demografia
Segons el cens del 2000, Shirley tenia 806 habitants, 320 habitatges, i 224 famílies. La densitat de població era de 841,1 habitants/km².
Dels 320 habitatges en un 30,9% hi vivien nens de menys de 18 anys, en un 58,1% hi vivien parelles casades, en un 9,4% dones solteres, i en un 30% no eren unitats familiars. En el 26,3% dels habitatges hi vivien persones soles el 13,8% de les quals corresponia a persones de 65 anys o més que vivien soles. El nombre mitjà de persones vivint en cada habitatge era de 2,52 i el nombre mitjà de persones que vivien en cada família era de 3,04.
Per edats la població es repartia de la següent manera: un 25,3% tenia menys de 18 anys, un 10,8% entre 18 i 24, un 28% entre 25 i 44, un 19,9% de 45 a 60 i un 16% 65 anys o més.
L'edat mediana era de 36 anys. Per cada 100 dones de 18 o més anys hi havia 86,4 homes.
La renda mediana per habitatge era de 37.000 $ i la renda mediana per família de 39.583 $. Els homes tenien una renda mediana de 35.455 $ mentre que les dones 22.692 $. La renda per capita de la població era de 16.603 $. Entorn del 6,4% de les famílies i el 6,3% de la població estaven per davall del llindar de pobresa.

## Poblacions més properes
El següent diagrama mostra les poblacions més properes.